# نوید ناصری
نوید ناصری (۵ مرداد ۱۳۷۵ در منچستر، انگلستان) بازیکن فوتبال ایرانی و دارای تابعیت مضاعف انگلیسی است که هم‌اکنون در در باشگاه لینفیلد ایرلند شمالی بازی می‌کند. او برای تیم ملی جوانان ایران نیز در یک بازی تدارکاتی به میدان رفته‌است. ناصری پدر و مادری ایرانی دارد و در آکادمی منچستر یونایتد و بلکبرن پرورش یافته‌است.